# Ibrahim Ali (atleta)
Ibrahim Ali es un deportista egipcio que compitió en atletismo adaptado. Ganó tres medallas en los Juegos Paralímpicos de Verano, en los años 2000 y 2004.

## Palmarés internacional
| Juegos Paralímpicos | Juegos Paralímpicos | Juegos Paralímpicos | Juegos Paralímpicos |
| Año                 | Lugar               | Medalla             | Prueba              |
| ------------------- | ------------------- | ------------------- | ------------------- |
| 2000                | Sídney (Australia)  | Medalla de plata    | Disco F57           |
| 2000                | Sídney (Australia)  | Medalla de bronce   | Jabalina F57        |
| 2004                | Atenas (Grecia)     | Medalla de plata    | Jabalina F57        |